# Закрочим
Закрочим (пол. Zakroczym) — город в Польше, входит в Мазовецкое воеводство, Новодвурский повят. Имеет статус городско-сельской гмины. Занимает площадь 19,51 км². Население — 3395 человек (на 2004 год).

## Персоналии
- Суйковский, Антони (1867—1941) — польский учёный-географ, государственный и политический деятель.